# 掌中橋
掌中橋（てなかばし）は、兵庫県加古郡稲美町にある石造レンガ積みの水路橋で、淡河疎水蛸草支線の北池から森安支線の中場池へ送水するため、手中支線と立体交差する形で架けられた導水路である。
1998年（平成10年）に印南地区圃場整備事業により送水が埋設管化されたことで役目を終え放置されていたが、2007年（平成19年）にいなみ野ため池ミュージアムに伴い保存が決まり、周囲が公園整備された。

## 新掌中橋

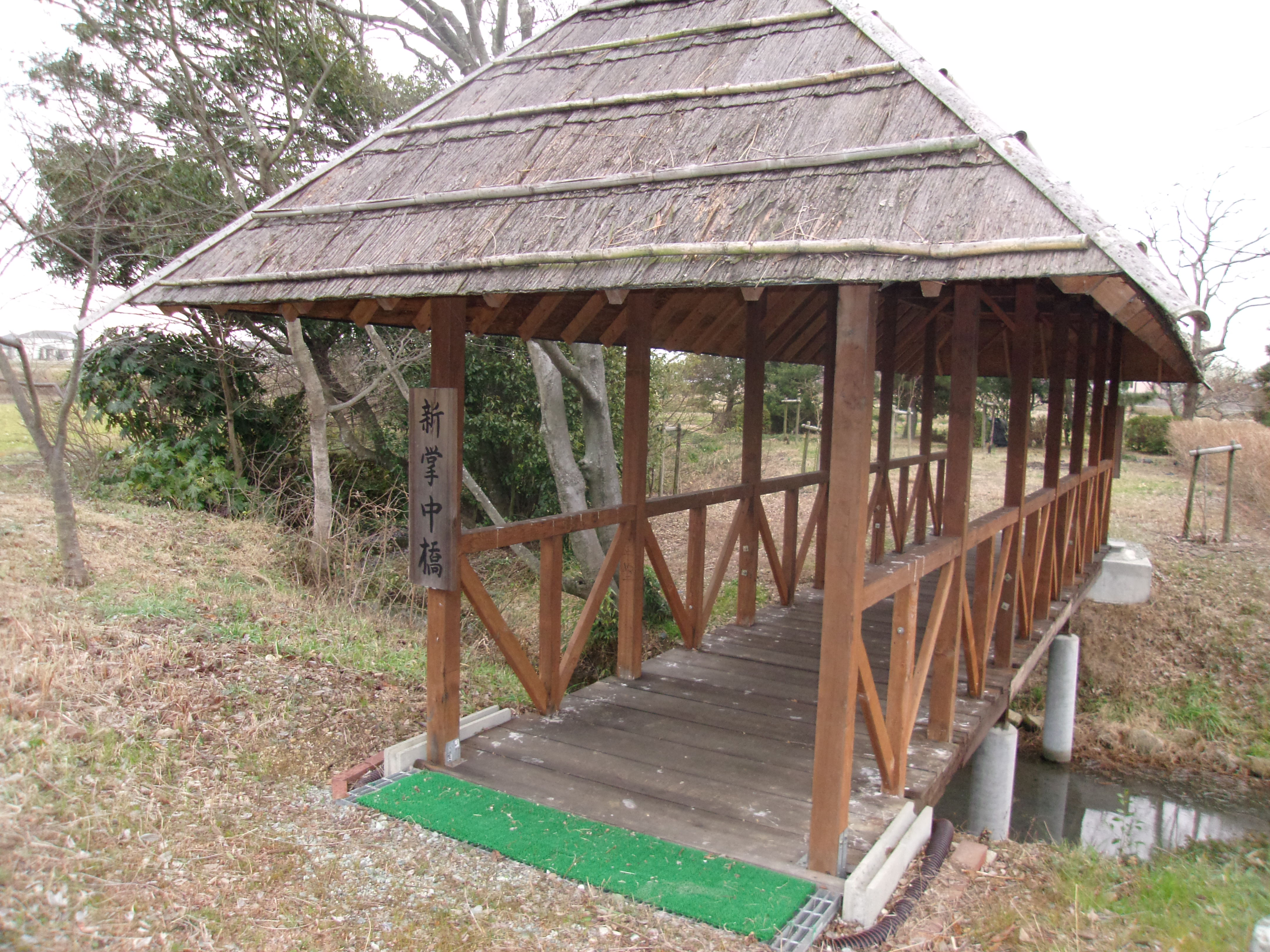
新掌中橋

掌中橋から東へ300ｍほどのところへ屋根付き木造の新掌中橋が造られている（北緯34度44分54.12秒 東経134度57分10.21秒 / 北緯34.7483667度 東経134.9528361度）。

## アクセス
- 神姫バス：山陽本線土山駅発母里行で中場停留所（母里郵便局前）下車。蛸草交差点から兵庫県道148号大久保稲美加古川線に入り内ヶ池脇の淡河疎水手中支線沿いに徒歩約20分。